# فرودگاه نپاوا
فرودگاه نپاوا (به انگلیسی: Neepawa Airport) یک فرودگاه همگانی است که یک باند فرود آسفالت دارد. این فرودگاه در کشور کانادا قرار دارد .